# Revigny-sur-Ornain
Pour les articles homonymes, voir Revigny.
Revigny-sur-Ornain est une commune française située dans le département de la Meuse, en région Grand Est.

## Géographie

### Localisation
La commune de Revigny est située dans une vaste plaine, traversée de part en part par la rivière Ornain. Le sol est calcaire, sablonneux, légèrement limoneux, meuble et plat. Le territoire de la commune est limitrophe de 8 communes. Il y a quelques km à l'ouest qui sont en frontière du département de la Marne (commune de Vroil). La commune est sur la ligne de chemin de fer Paris-Strasbourg.
Le territoire de la commune est limitrophe de ceux de huit communes, dont une dans le département de la Marne :
| Vroil (Marne)       | Nettancourt, Brabant-le-Roi | Laimont             |
| Rancourt-sur-Ornain | Revigny-sur-Ornain          | Neuville-sur-Ornain |
| Contrisson          |                             | Vassincourt         |

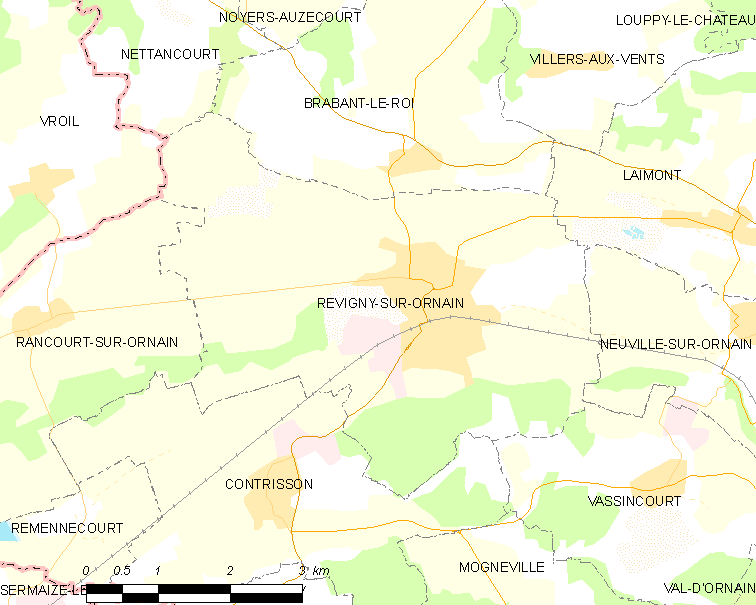
Carte de la commune.
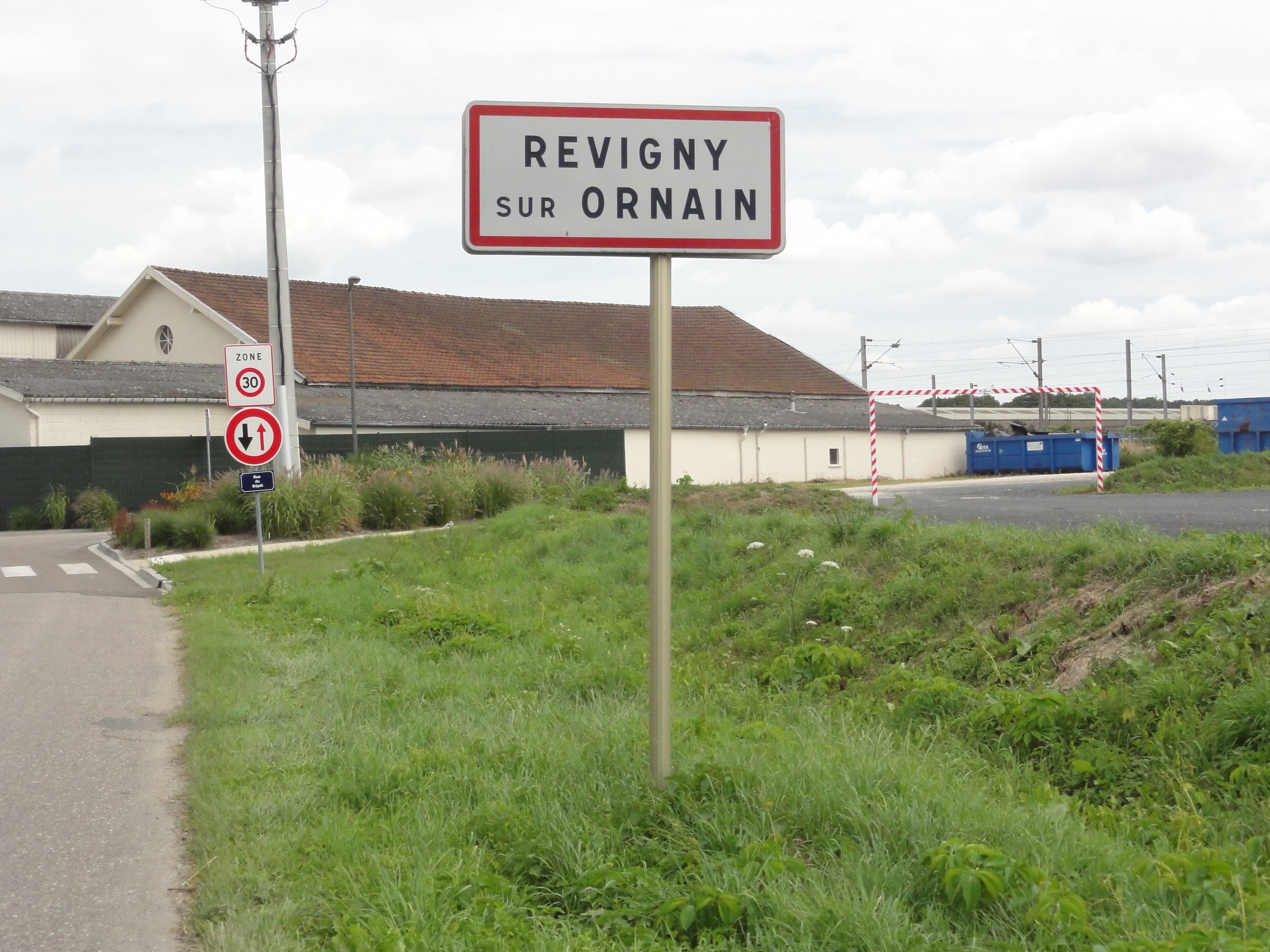
Entrée de Revigny-sur-Ornain.
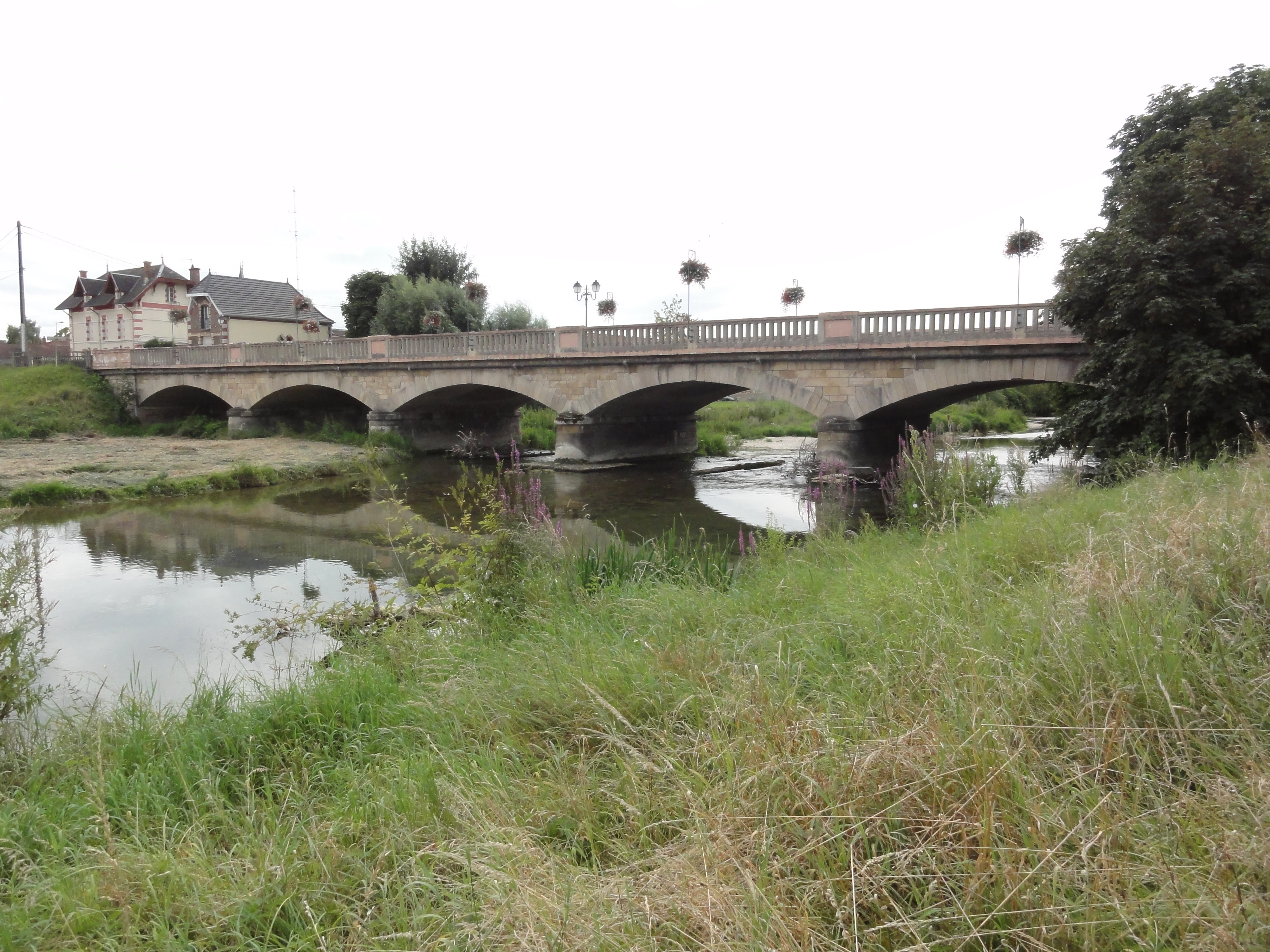
Pont sur l'Ornain.

### Géologie et relief
Hydrogéologie et climatologie : Système d’information pour la gestion des eaux souterraines du bassin Seine-Normandie :
Territoire communal : Occupation du sol (Corinne Land Cover); Cours d'eau (BD Carthage),
Géologie : Carte géologique; Coupes géologiques et techniques,
 Hydrogéologie : Masses d'eau souterraine; BD Lisa; Cartes piézométriques.

### Hydrographie
Cours d'eau traversant la commune :
- L'Ornain naît de la confluence de deux rivières qui sont l'Ognon et la Maldite au sud de Gondrecourt-le-Château. De 116 km de longueur, l'Ornain va se jeter dans la Saulx à Étrepy (en rive droite), à une quinzaine de km à vol d'oiseau de Revigny[2].
- L'Ornain alimente deux canaux.

Celui du nord, dit canal de l'Ornain, est très ancien.
Au milieu de la ville, il y a le petit canal Martin.
- Au sud de la ville, il y a le canal de la Marne-au-Rhin[4], mis en service en 1853, suivant une ligne est-ouest, comportant six écluses sur le territoire de la commune.

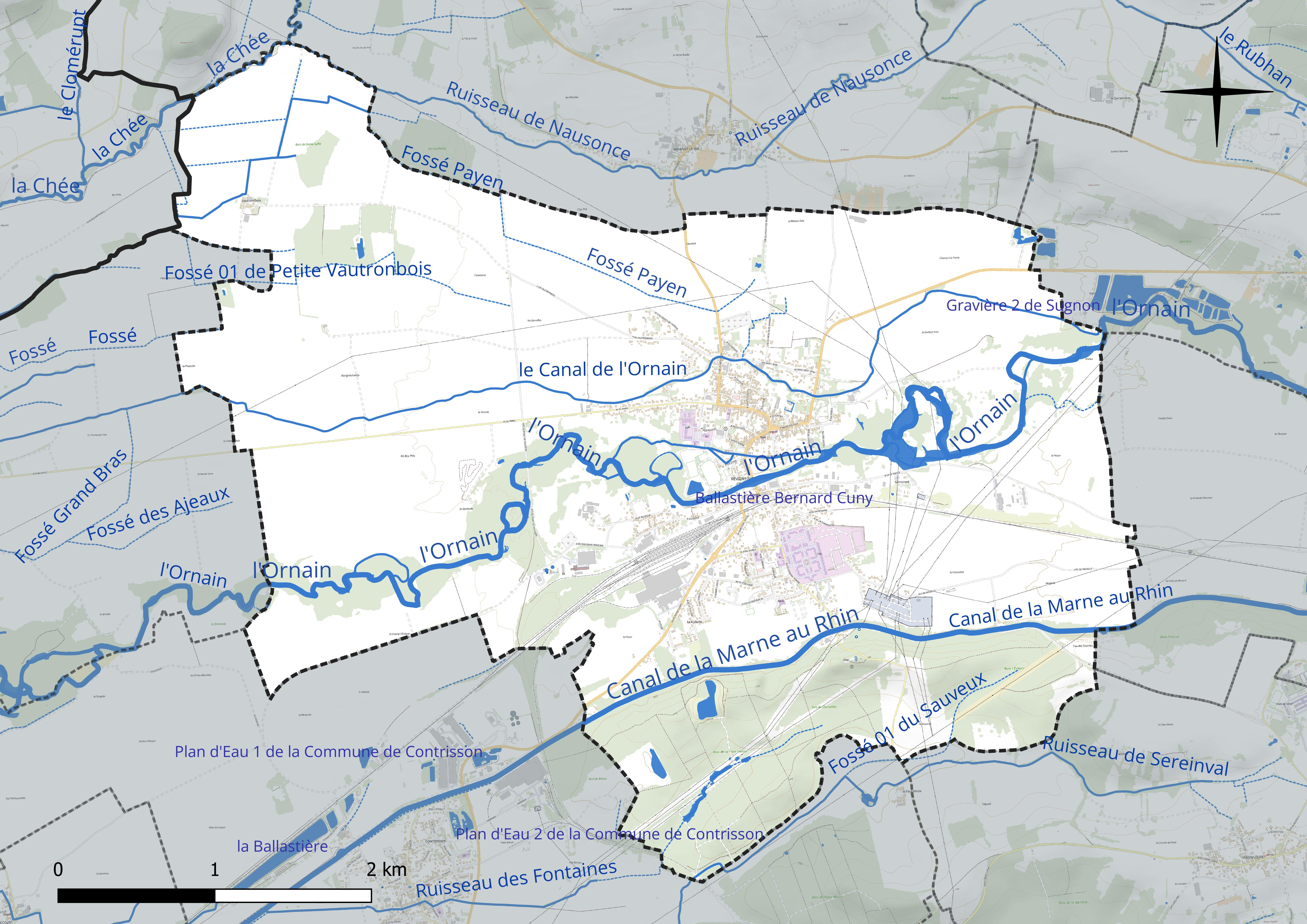
Réseau hydrographique de Revigny-sur-Ornain.

Autres cours d'eau :
- La Chee[5].
- Ruisseau de Nausonce[6].
- Canal de l'Ornain[3].
- Fosse Payen[7].
- Ruisseau de Sereinval[8].
- Ruisseau des Fontaines[9].
- Fossé[10].
- Fossé 01 de Petite Vautronbois[11].
- Fossé 01 du Sauveux[12].
- L'Ornain[13],[14],[15].
- Bras de l'Ornain[16],[17].

### Climat
Pour des articles plus généraux, voir Climat du Grand Est et Climat de la Meuse.
En 2010, le climat de la commune est de type climat des marges montargnardes, selon une étude du Centre national de la recherche scientifique s'appuyant sur une série de données couvrant la période 1971-2000. En 2020, Météo-France publie une typologie des climats de la France métropolitaine dans laquelle la commune est exposée à un climat océanique altéré et est dans la région climatique  Lorraine, plateau de Langres, Morvan, caractérisée par un hiver rude (1,5 °C), des vents modérés et des brouillards fréquents en automne et hiver. 
Pour la période 1971-2000, la température annuelle moyenne est de 10 °C, avec une amplitude thermique annuelle de 15,7 °C. Le cumul annuel moyen de précipitations est de 894 mm, avec 13,2 jours de précipitations en janvier et 9 jours en juillet. Pour la période 1991-2020, la température moyenne annuelle observée sur la station météorologique de Météo-France la plus proche, « Vassincourt », sur la commune de Vassincourt à 4 km à vol d'oiseau, est de 11,4 °C et le cumul annuel moyen de précipitations est de 871,0 mm. 
La température maximale relevée sur cette station est de 41,7 °C, atteinte le 24 juillet 2019 ; la température minimale est de −17,4 °C, atteinte le 20 décembre 2009,,. 
| Mois                                  | jan.           | fév.           | mars          | avril         | mai           | juin          | jui.          | août          | sep.          | oct.          | nov.          | déc.           | année      |
| ------------------------------------- | -------------- | -------------- | ------------- | ------------- | ------------- | ------------- | ------------- | ------------- | ------------- | ------------- | ------------- | -------------- | ---------- |
| Température minimale moyenne (°C)     | 0,9            | 1              | 2,7           | 5,4           | 8,8           | 12            | 13,9          | 13,6          | 10,3          | 7,9           | 4,5           | 1,7            | 6,9        |
| Température moyenne (°C)              | 3,5            | 4,2            | 7,1           | 11,1          | 14,3          | 17,8          | 20,2          | 19,5          | 15,9          | 12            | 7,5           | 4,2            | 11,4       |
| Température maximale moyenne (°C)     | 6              | 7,4            | 11,6          | 16,8          | 19,8          | 23,5          | 26,4          | 25,3          | 21,5          | 16,2          | 10,5          | 6,8            | 16         |
| Record de froid (°C) date du record   | −11,6 07.01.09 | −14,4 12.02.12 | −7,3 15.03.13 | −5 06.04.21   | −1,3 05.05.19 | 2,8 02.06.06  | 5,2 03.07.11  | 5,4 30.08.09  | 1,5 30.09.22  | −4,5 15.10.09 | −7 30.11.20   | −17,4 20.12.09 | −17,4 2009 |
| Record de chaleur (°C) date du record | 16,1 01.01.22  | 21,1 27.02.19  | 26,6 31.03.21 | 29,4 25.04.07 | 33 28.05.17   | 36,5 18.06.22 | 41,7 24.07.19 | 39,5 07.08.18 | 35,6 14.09.20 | 29,2 13.10.23 | 22,6 07.11.15 | 17,3 31.12.22  | 41,7 2019  |
| Précipitations (mm)                   | 74,7           | 76,3           | 69,6          | 47,5          | 81,8          | 63,6          | 62,3          | 81,2          | 63,6          | 75,9          | 76,9          | 97,6           | 871        |

| Diagramme climatique                                  |          |             |             |             |            |              |              |              |             |             |            |
| J                                                     | F        | M           | A           | M           | J          | J            | A            | S            | O           | N           | D          |
| 60,974,7                                              | 7,4176,3 | 11,62,769,6 | 16,85,447,5 | 19,88,881,8 | 23,51263,6 | 26,413,962,3 | 25,313,681,2 | 21,510,363,6 | 16,27,975,9 | 10,54,576,9 | 6,81,797,6 |
| Moyennes : • Temp. maxi et mini °C • Précipitation mm |          |             |             |             |            |              |              |              |             |             |            |

Les paramètres climatiques de la commune ont été estimés pour le milieu du siècle (2041-2070) selon différents scénarios d'émission de gaz à effet de serre à partir des nouvelles projections climatiques de référence DRIAS-2020. Ils sont consultables sur un site dédié publié par Météo-France en novembre 2022.

## Urbanisme

### Typologie
Au 1er janvier 2024, Revigny-sur-Ornain est catégorisée bourg rural, selon la nouvelle grille communale de densité à sept niveaux définie par l'Insee en 2022.
Elle appartient à l'unité urbaine de Revigny-sur-Ornain, une unité urbaine monocommunale constituant une ville isolée,. Par ailleurs la commune fait partie de l'aire d'attraction de Bar-le-Duc, dont elle est une commune de la couronne,. Cette aire, qui regroupe 86 communes, est catégorisée dans les aires de 50 000 à moins de 200 000 habitants,.

### Occupation des sols
L'occupation des sols de la commune, telle qu'elle ressort de la base de données européenne d’occupation biophysique des sols Corine Land Cover (CLC), est marquée par l'importance des territoires agricoles (70,3 % en 2018), en diminution par rapport à 1990 (72,7 %). La répartition détaillée en 2018 est la suivante : 
terres arables (58,3 %), forêts (14,5 %), zones urbanisées (12 %), prairies (7,4 %), zones agricoles hétérogènes (4,5 %), zones industrielles ou commerciales et réseaux de communication (3,3 %). L'évolution de l’occupation des sols de la commune et de ses infrastructures peut être observée sur les différentes représentations cartographiques du territoire : la carte de Cassini (XVIIIe siècle), la carte d'état-major (1820-1866) et les cartes ou photos aériennes de l'IGN pour la période actuelle (1950 à aujourd'hui).

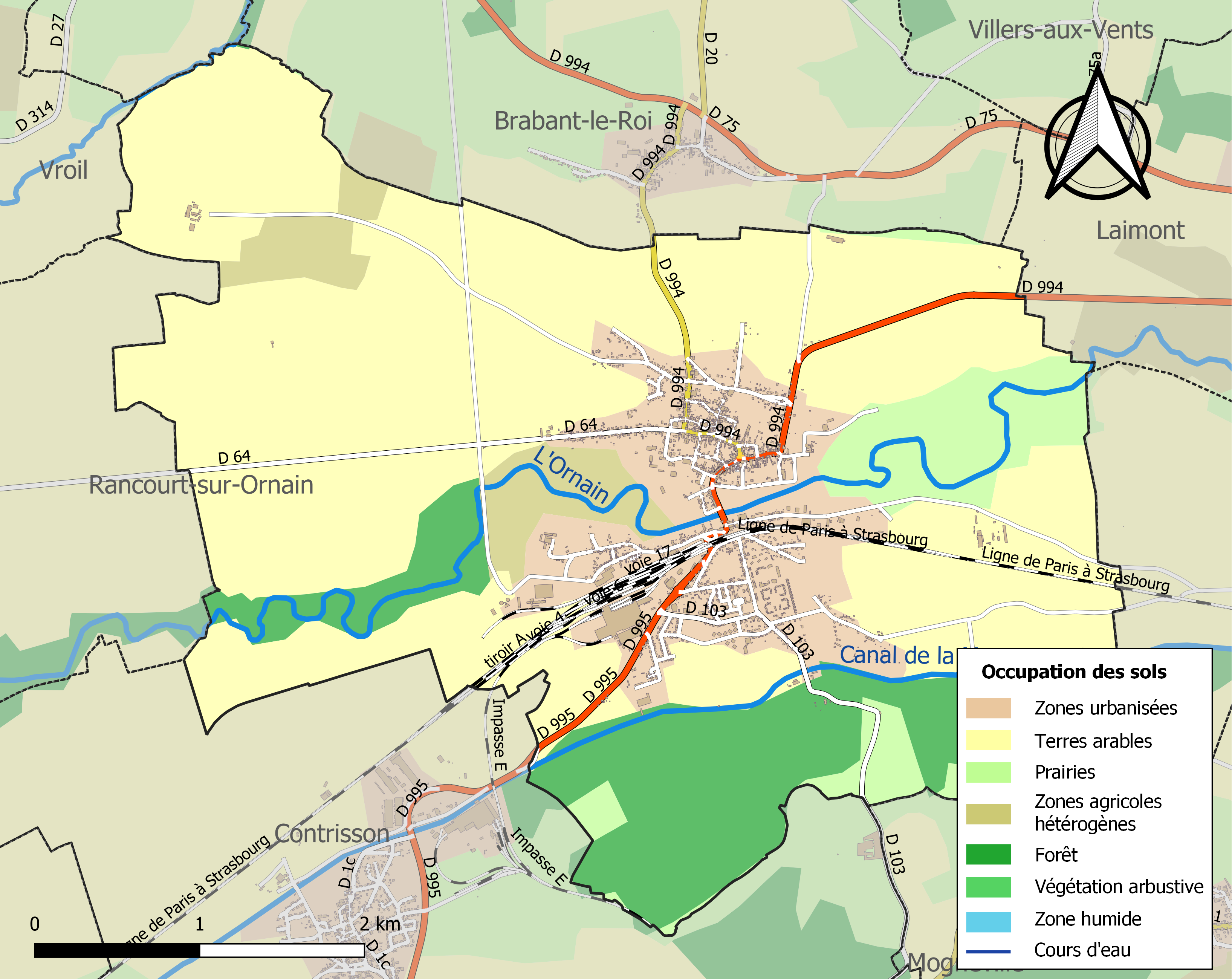
Carte des infrastructures et de l'occupation des sols de la commune en 2018 (CLC).

### Voies de communications et transports

#### Voies routières
- D 64 vers Rancourt-sur-Ornain[31].
- D 995 vers Contrisson.
- D994 vers Laimont, Brbant-le-Roi.

#### Transports en commun
- Fluo Grand Est.

##### Lignes SNCF
Revigny-sur-Ornain est une gare de la ligne Paris-Strasbourg, commencée en 1846 et inaugurée à Strasbourg le 18 juin 1852. Sous l'occupation allemande, de 1870 à 1918, la ligne s'arrête à la frontière : Avricourt, commune de la Moselle. C'est pourquoi la ligne s'appelle à l'époque Paris-Avricourt. En outre, il existait autrefois trois autres lignes à Revigny : les lignes à deux voies Revigny-Vouziers (1882) et Revigny-Saint-Dizier (1884), et le chemin de fer d'intérêt local à voie étroite (dit le "tramway") Triaucourt-Revigny-Haironville (1878), qui avait sa propre gare. La gare principale était importante pour l'époque avec plusieurs quais et bâtiments, un réservoir d'eau de 10 m3 pour les locomotives, une plaque tournante, une halle de réparation pour 12 locomotives. Il y avait aussi un quai militaire de près d'un km. Le canal de la Marne-au-Rhin traverse le territoire de la commune suivant un axe est-ouest.

### Risques naturels et technologiques
Commune située dans une zone 1 de sismicité très faible.
Climat classé Cfb dans la classification de Köppen et Geiger.

## Toponymie
Reviniacum, Ruviene (1106), Revigney, Ruvigney, Ruvigny (1321), Revigneyum (1402, 1580), Revigny (1682).
- Registres paroissiaux depuis 1700: Revigny ou Revigni.
- Registres d'état-civil : Revigny jusque 1918. Le cadastre de 1824[34] et la monographie de l'instituteur[35] sur la commune (1888) indiquent Revigny. Cependant, on trouve Revigny-aux-Vaches dans d'autres documents "officiels", pourtant des mêmes époques : carte de Cassini de 1758[36], dictionnaire de 1834[37], carte d'état-major[38] 1820-1866 (date exacte inconnue). Revigny devient Revigny-sur-Ornain par décret paru au Journal Officiel en 1919[39].

L'Ornain est une rivière du Nord-Est de la France. Affluent de la Saulx, elle prend sa source au sud de Gondrecourt-le-Château et se jette dans la Saulx en rive droite, à Étrepy.

## Histoire
Ce bourg de l'ancienne province du Barrois est dénommé suivant les siècles « Reviniacum », « Ruvigney », « Ruvigny » et parfois « Revigny-aux-Vaches », vraisemblablement par corruption de « Revigny-aux-Vages » qui dans l'ancien langage du pays signifiait « landes ».
Revigny fut autrefois une ville fortifiée, dont son origine se rattache à l'existence d'une cité romaine appelée « Reviniacim », qui était situé sur le plateau entre Vassincourt, Neuville et Mussey, qui aurait été détruite durant les invasions barbares. Le bourg a été ensuite reconstruit sur les rives de l'Ornain, qui est devenu le Revigny actuel.
Le 30 avril 1429, le capitaine Eustache de Vernancourt est capturé par les hommes du duc de Bar, alors qu'il s'était retranché avec des aventuriers dans la maison forte de Revigny. Enfermé dans la geôle du château de Bar, il y périt après 84 jours de captivité,.
Le 25 septembre 1559 le Roi de France, François II coucha dans le bourg et se rendit le lendemain à Bar-le-Duc ou l'attendait le Cardinal de Lorraine Louis de Lorraine et la duchesse de Guise Antoinette de Bourbon.
De 1636 à 1640, durant la guerre de Trente Ans, Revigny eut a soutenir plusieurs sièges et saccages de la part des Suédois.
Le village est détruit lors de la Première Guerre mondiale. 
La Première Guerre mondiale à Revigny a été étudiée dans la thèse de Mickaël Mathieu.
. Du 6 septembre 1914 au 10 septembre 1914 eut lieu la bataille de Revigny au cours de la bataille de la Marne.
Deux habitants ont été admis parmi les 4281 Justes parmi les nations de France pour avoir sauvé des personnes juives persécutées par le régime nazi et le gouvernement de Vichy : Jeanne Bieber et  Auguste Bieber.

Revigny-sur-Ornain pendant et après la première guerre mondiale
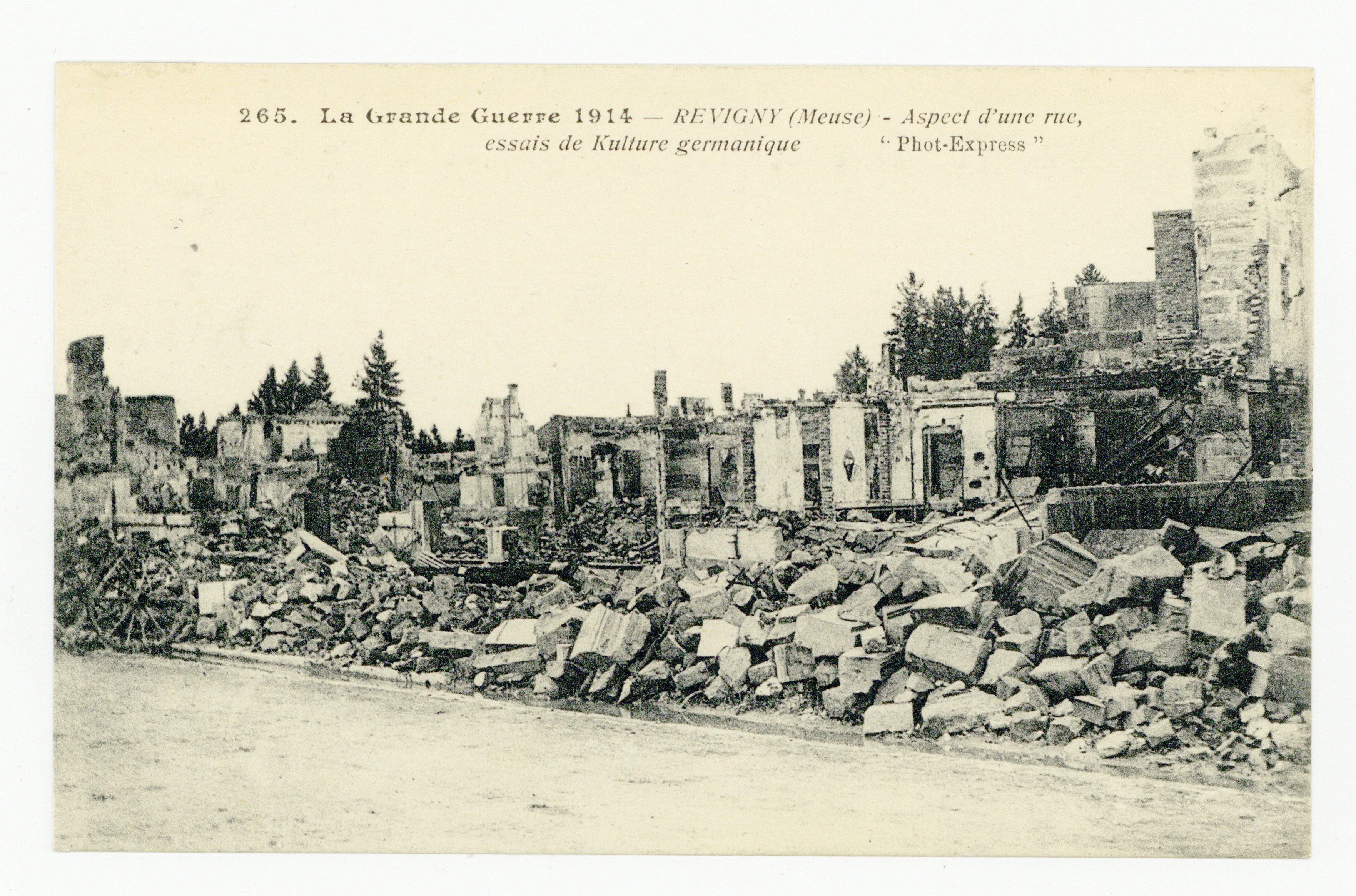
Carte postale de 1914, Bibliothèque municipale de Nancy
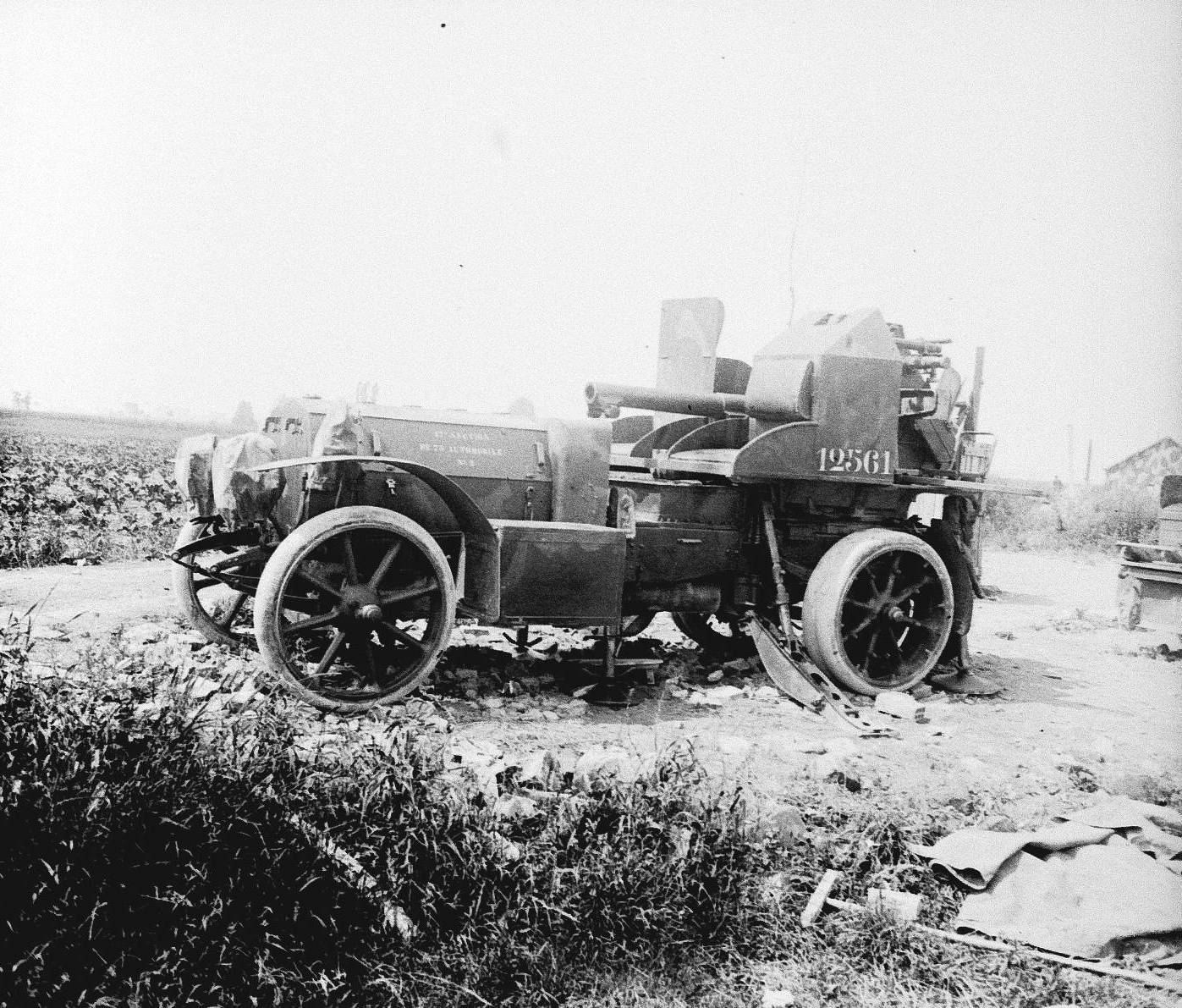
Canon de 75 mm modèle 1897, 1915. Photographie de Raoul Berthelé, Archives municipales de Toulouse
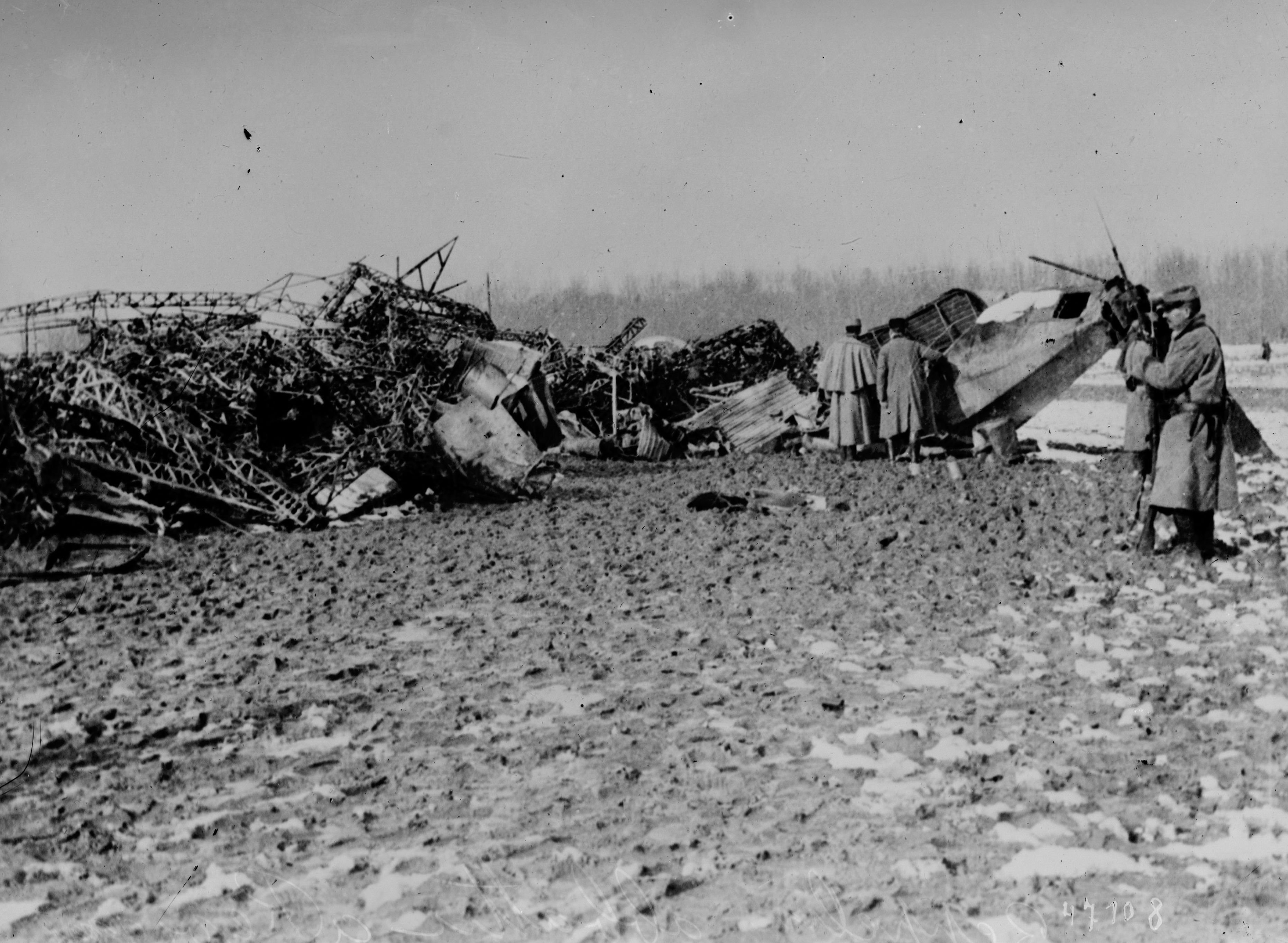
1916, zeppelin abattu à Revigny-sur-Ornain, Bibliothèque nationale de France
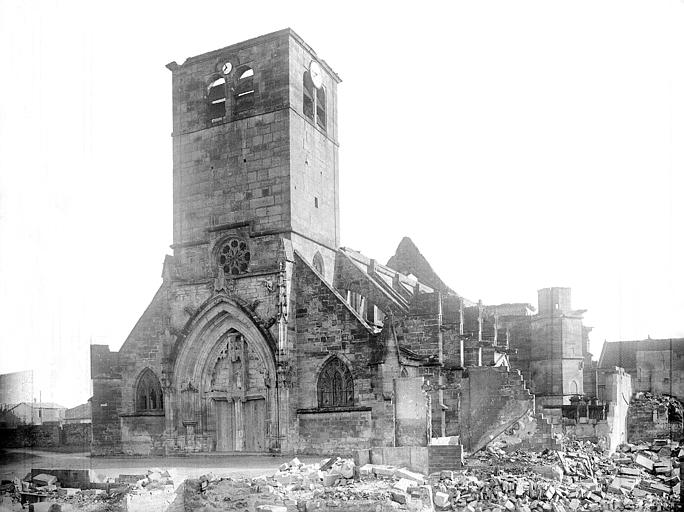
L'église Saint-Pierre et Saint-Paul en 1919

### La ligne de chemin de fer Triaucourt-Revigny-Haironville[47],[48],[32]
Un programme national avait été décidé par une loi de 1865 : les chemins de fer d'intérêt local sur routes. L'idée est de créer des lignes à moindre coût, en utilisant l'accotement des routes, ce qui facilite la construction tant pour l'emprise que pour l'approvisionnement en matériaux. À l'époque, les cultivateurs sont demandeurs pour transporter céréales, lait, fromages, mais aussi les industriels du bois et de la métallurgie en Meuse. C'est dans ce programme qu'une ligne de chemin de fer à voie étroite (1 m) est construite entre Triaucourt et Haironville, passant par Revigny. La mise en service s'effectue par tronçons au fur et à mesure de l'avancement des travaux : 1878 :  Revigny-Coulonges (11 km); 1879 : Couvonge - Lisle-en-Rigault (9 km); Revigny-Laheycourt (15 km); 1880 : Laheycourt – Triaucourt (20 km); 1881 : Lisle-en-Rigault – Haironville (7 km).
La branche au nord de Revigny desservait les villages de : Triaucourt, Vaubecourt,  Lisle-en-Barrois,  Villotte-devant-Louppy,  Laheycourt, Auzécourt,  Noyers, Brabant-le-Roy, Revigny (carte de la ligne,). Elle servait au transport des produits agricoles, mais surtout du bois de Laheycourt, et des phosphates extraits dans les environs, soit sous forme de nodules (grains de la taille d'une noisette/une pomme) pour y être pulvérisés dans les moulins de Revigny, soit sous forme de poudre en sacs, provenant des moulins de Laheycourt et Villotte-devant-Louppy, pour y être repris sur le réseau ferré à Revigny pour expédition dans d'autres régions. Cette branche fermera en 1936. La branche sud desservait : Revigny, Contrisson, Mognéville, Couvonges, Beurey, Robert-Espagne, Ville-sur-Saulx, Saudrupt, Haironville, soit au total 62 km. Elle transportait outre les produits agricoles, des produits de l'industrie métallurgique, scieries, papeteries, moulins. La branche sud fermera en 1929. Des cartes de la ligne plus ou moins détaillées indiquent le tracé. Ce chemin de fer était surnommé le "tramway" à cause de sa proximité à la route (et parfois sur la route) et de sa faible vitesse. La ligne entre dans Revigny par la Voie Saint-Jean (toujours sur l'accotement) puis emprunte l'actuelle Avenue du Général Leclerc jusqu'à la rue du Pâquis et continue tout droit vers l'Ornain. Elle franchit le canal Martin qui longe le quai des Gravières puis l'Ornain sur un pont métallique, appelé souvent sur les cartes postales "Pont du Tramway". Elle croise la grande ligne Paris-Avricourt (actuellement, Paris-Strasbourg. Avricourt, 50 km à l'est de Nancy, est alors la gare frontière avec l'Allemagne, jusqu'en 1918) à angle droit, probablement par un passage supérieur et arrive à la gare du tramway située presque en face de la gare actuelle.
En 1914, il y avait trois trains dans chaque sens par jour. La durée du trajet était d'environ 2,5-3 h entre Revigny et Triaucourt et 2 h entre Revigny et Haironville (voir Chaix 1914 sur Wikicommons). La ligne était mixte voyageurs-marchandises.
La construction et l'exploitation de la ligne fut confiée à Léon Soulié, ingénieur, par convention avec le préfet de la Meuse du 10 octobre 1876. Toutefois, sa société Compagnie des Chemins de Fer d'Intérêt Local de la Meuse fit faillite le 16 juillet 1886, après sept ans d'exploitation. L'activité fut reprise par le département de la Meuse puis par la Compagnie Meusienne des Chemins de Fer (Compagnie Varinot) en 1892. Une petite locomotive 031T-C.M. n° 26, de 14 tonnes à vide, baptisée « La Suzanne » fut mise en service en janvier 1891 sur la ligne. Elle a été retrouvée puis restaurée et se trouve à Bar-Le-Duc (chemin du Varinot). Elle reprend du service le 1er mai 2022 pour un trajet commercial touristique de 4, 2 km (soit 8,4 km aller-retour) le long de la Voie Sacrée, avec quatre wagons et une centaine de voyageurs. Cette exploitation aura lieu tous les dimanches.
Le tracé de la voie complète en 1883 peut-être vu sur le site du patrimoine cartographique Cartomundi.

## Politique et administration

### Découpage territorial

#### Commune et intercommunalités
Commune membre de la Communauté de communes du Pays de Revigny-sur-Ornain.

### Élections municipales et communautaires

#### Liste des maires
| Période                                  | Période                   | Identité                                      | Étiquette | Qualité |
| ---------------------------------------- | ------------------------- | --------------------------------------------- | --------- | --- |
| Les données manquantes sont à compléter. |                           |                                               |           | |
| mars 1913                                | août 1920                 | Jules Gaxotte                                 |           | Notaire, père de Pierre Gaxotte |
| mars 1989                                | 2000 (démission)          | Alain Clément                                 | PS        | Cadre à la C.P.A.M. Conseiller général du canton de Revigny-sur-Ornain (1994 → 2000)                                                |
| mars 2001                                | mars 2008                 | Bernard Domon                                 | SE        | |
| mars 2008                                | En cours (au 27 mai 2020) | Pierre Burgain Réélu pour le mandat 2020-2026 | PS        | Conseiller général du canton de Revigny-sur-Ornain (2008 → 2015) Conseiller départemental du canton de Revigny-sur-Ornain (2015 → ) |

### Finances communales
En 2021, le budget de la commune était constitué ainsi :
- total des produits de fonctionnement : 2 696 000 €, soit 943 € par habitant ;
- total des charges de fonctionnement : 2 639 000 €, soit 923 € par habitant ;
- total des ressources d'investissement : 561 000 €, soit 196 € par habitant ;
- total des emplois d'investissement : 525 000 €, soit 184 € par habitant ;
- endettement : 1 254 000 €, soit 439 € par habitant.

Avec les taux de fiscalité suivants :
- taxe d'habitation : 12,06 % ;
- taxe foncière sur les propriétés bâties : 46,05 % ;
- taxe foncière sur les propriétés non bâties : 37,25 % ;
- taxe additionnelle à la taxe foncière sur les propriétés non bâties : 0,00 % ;
- cotisation foncière des entreprises : 0,00 %.

Chiffres clés Revenus et pauvreté des ménages en 2020 : médiane en 2020 du revenu disponible, par unité de consommation : 22 790 €.

## Équipements et services publics

### Enseignement
Établissements d'enseignements :
- Écoles maternelles.
- Écoles primaires.
- Collèges à Revigny-sur-Ornain, Sermaize-les-Bains,
- Lycées à Saint-Dizier.

### Santé
Professionnels et établissements de santé :
- Médecins à Revigny-sur-Ornain, Contrisson, Sermaize-les-Bains, Robert-Espagne,
- Pharmacies à Revigny-sur-Ornain, Sermaize-les-Bains, , Robert-Espagne,
- Hôpitaux à Bar-le-Duc, Saint-Dizier, Vitry-le-François.

## Population et société

### Démographie

#### Évolution démographique
L'évolution du nombre d'habitants est connue à travers les recensements de la population effectués dans la commune depuis 1793. Pour les communes de moins de 10 000 habitants, une enquête de recensement portant sur toute la population est réalisée tous les cinq ans, les populations de référence des années intermédiaires étant quant à elles estimées par interpolation ou extrapolation. Pour la commune, le premier recensement exhaustif entrant dans le cadre du nouveau dispositif a été réalisé en 2007.

En 2022, la commune comptait 2 600 habitants, en évolution de −9,09 % par rapport à 2016 (Meuse : −4,4 %, France hors Mayotte : +2,11 %).
| 1793  | 1800  | 1806  | 1821  | 1831  | 1836  | 1841  | 1846  | 1851  |
| ----- | ----- | ----- | ----- | ----- | ----- | ----- | ----- | ----- |
| 1 689 | 1 767 | 1 650 | 1 616 | 1 598 | 1 566 | 1 640 | 1 572 | 1 547 |

| 1856  | 1861  | 1866  | 1872  | 1876  | 1881  | 1886  | 1891  | 1896  |
| ----- | ----- | ----- | ----- | ----- | ----- | ----- | ----- | ----- |
| 1 556 | 1 496 | 1 562 | 1 535 | 1 580 | 1 810 | 1 884 | 1 824 | 1 810 |

| 1901  | 1906  | 1911  | 1921  | 1926  | 1931  | 1936  | 1946  | 1954  |
| ----- | ----- | ----- | ----- | ----- | ----- | ----- | ----- | ----- |
| 1 744 | 1 715 | 2 034 | 2 163 | 2 979 | 3 198 | 2 835 | 2 607 | 3 092 |

| 1962  | 1968  | 1975  | 1982  | 1990  | 1999  | 2006  | 2007  | 2012  |
| ----- | ----- | ----- | ----- | ----- | ----- | ----- | ----- | ----- |
| 3 287 | 3 955 | 4 077 | 4 054 | 3 528 | 3 660 | 3 261 | 3 206 | 3 005 |

| 2017  | 2022  | - | - | - | - | - | - | - |
| ----- | ----- | - | - | - | - | - | - | - |
| 2 805 | 2 600 | - | - | - | - | - | - | - |

### Cultes
- Culte catholique, Paroisse Sainte Mère Térésa Des Valmonts D’ornain[64], Diocèse de Verdun.

## Économie

### Entreprises et commerces

#### Agriculture
- Culture de céréales, de légumineuses et de graines oléagineuses.
- Élevage de chevaux et d'autres équidé.
- Sylviculture et autres activités forestières.
- Agriculture et maraichage.

Asperges: Revigny, ainsi que plusieurs autres communes de la Meuse, est réputée pour ses asperges blanches (mai à début juin).
- Phosphates.

Une veine de phosphate de chaux existe dans la région et est exploitée de 1860 à 1900 environ, soit par prélèvement en surface soit avec des puits pouvant atteindre 20 m. Le produit se présente sous forme de nodules de 3 à 10 cm de diamètre appelés aussi "coquins". Ils sont utilisés comme engrais dans l'agriculture sous forme de poudre. L'exploitation avait lieu dans plusieurs villages an nord de Revigny, notamment Villotte-devant-Louppy et Laheycourt. Ils étaient transportés à Revigny par le train à voie étroite (tramway), soit déjà en poudre provenant des moulins de Villotte et Laheycourt, soit en grains pour être pulvérisés dans trois moulins de Revigny : moulin de la Ville et moulin des Bas-Prés alimentés par le canal de l'Ornain au nord de la ville (machines à vapeur ultérieurement), moulin des Gravières alimenté par le canal Martin (longeant l'actuel quai des Gravières). Alcide Bister, industriel et homme politique local, exploitait à la fois des mines à Villotte-devant-Louppy (une trentaine de puits) et des moulins. La poudre était ensuite expédiée dans la France par chemin de fer notamment en Bretagne.

#### Tourisme
- Hébergements et restauration.
- Camping.

#### Commerces
- Activités industrielles.

Les domaines actuels sont: métallurgie, aciers plats, barres. Construction mécanique, remorques, engins de traction et de levage. Équipements automobiles (suspensions). Électronique.
En 1888, il y avait des activités industrielles diversifiées à Revigny : fabrique de ressorts de montres, fabrique de chaussures, une tuilerie-briqueterie, un constructeur de machines agricoles (faneuse, râteaux, coupe-racines, hache-paille, rouleaux), une marbrerie, des fabricants d'engrais minéraux (phosphates) extraits dans la région (Bister, Desaux).

## Culture locale et patrimoine

### Lieux et monuments
Le patrimoine religieux :
- L'église Saint-Pierre et Saint-Paul (visioguide[65]) avec un chœur voûté d'ogives et un transept gothique flamboyant des XVIe – XVIe siècles  Classé MH (1908)[66]. Le clocher a été détruit à 2 reprises. Orgues[67],[68],[69],[70]: grand-orgue de Roethinger (1958), célèbre maison à Strasbourg et Schiltigheim et de  Albin Unfer (1977), facteur d'orgue à Leutenheim (Bas-Rhin). Orgue néo-gothique de chœur (1893) de Jaquot-Jeanpierre, facteur d'orgue à Rambervillers (Vosges). Le buffet de l'orgue de chœur en chêne est classé MH[71]. Chemin de croix (1952-1953) de Lucien Lantier, peinture à l'huile sur bois taillé (classé MH). Notice sur l'église avec trois beaux dessins par l'abbé Bouillet[72]
- L'église Saint-Joseph, Quartier la Tuilerie (Moderne).
- La chapelle Notre-Dame de Grâce[73].
- La chapelle du cimetière.

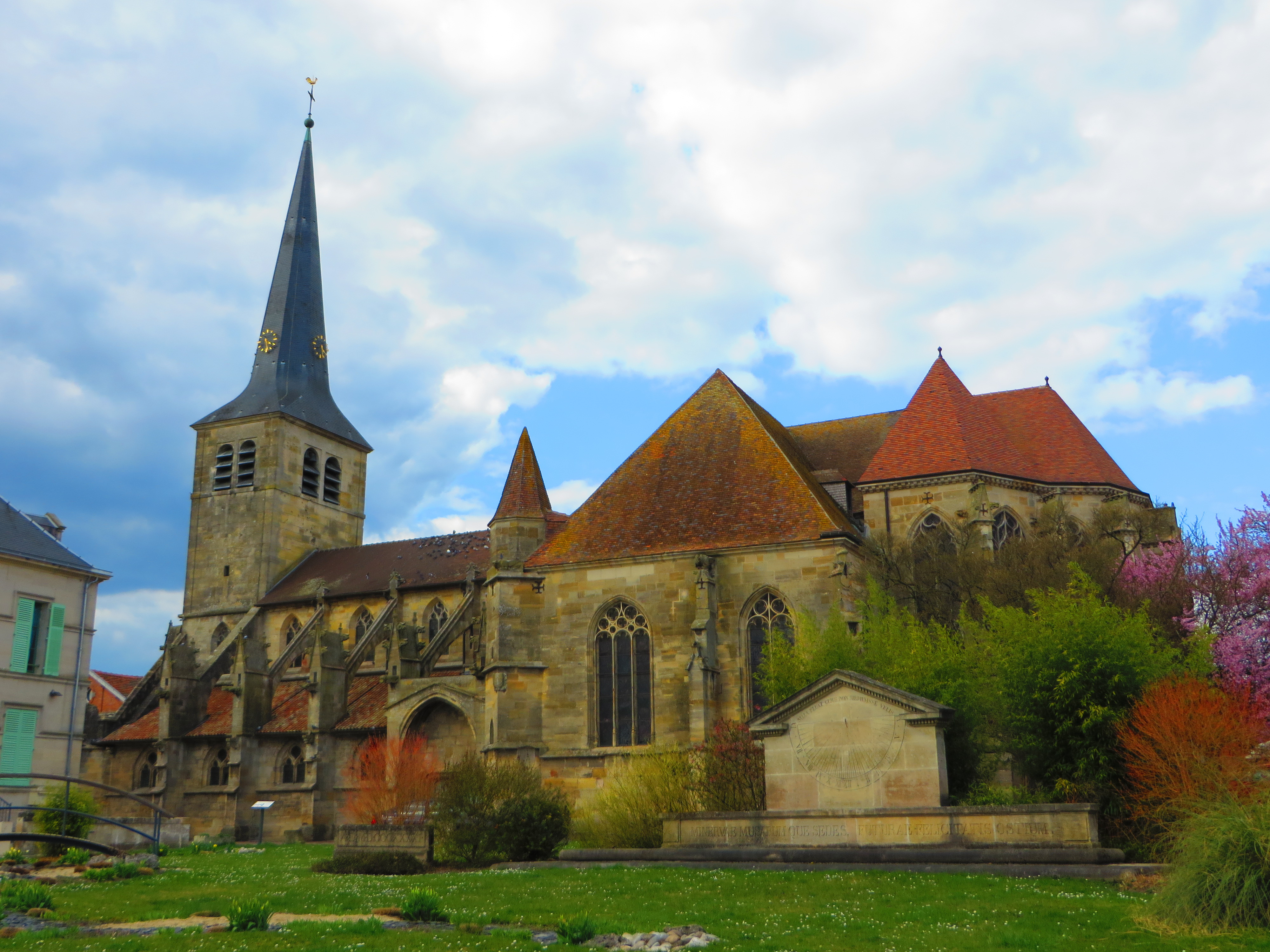
L'église Saint-Pierre et Saint-Paul.
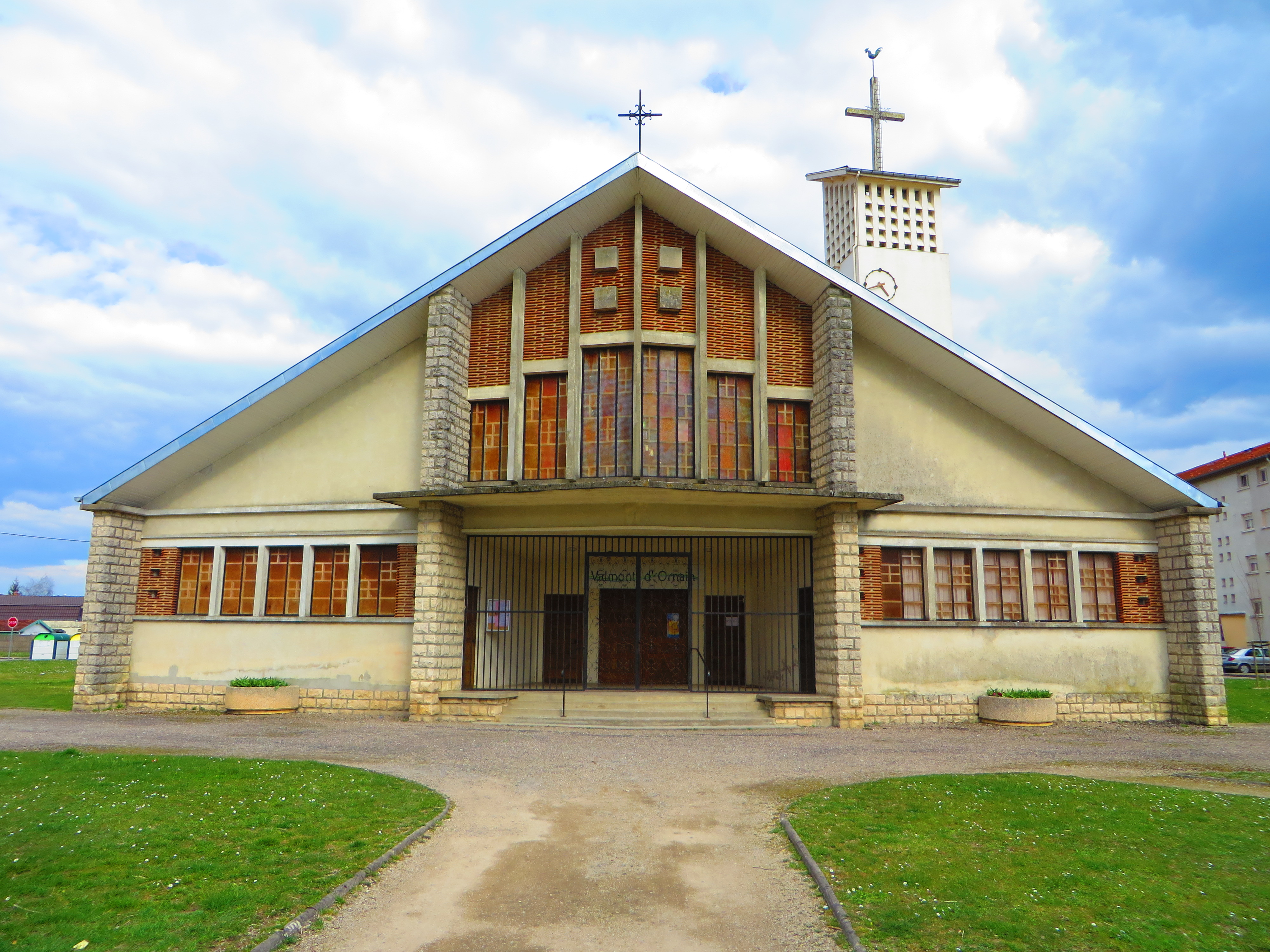
L'église Saint-Joseph à la Tuilerie.
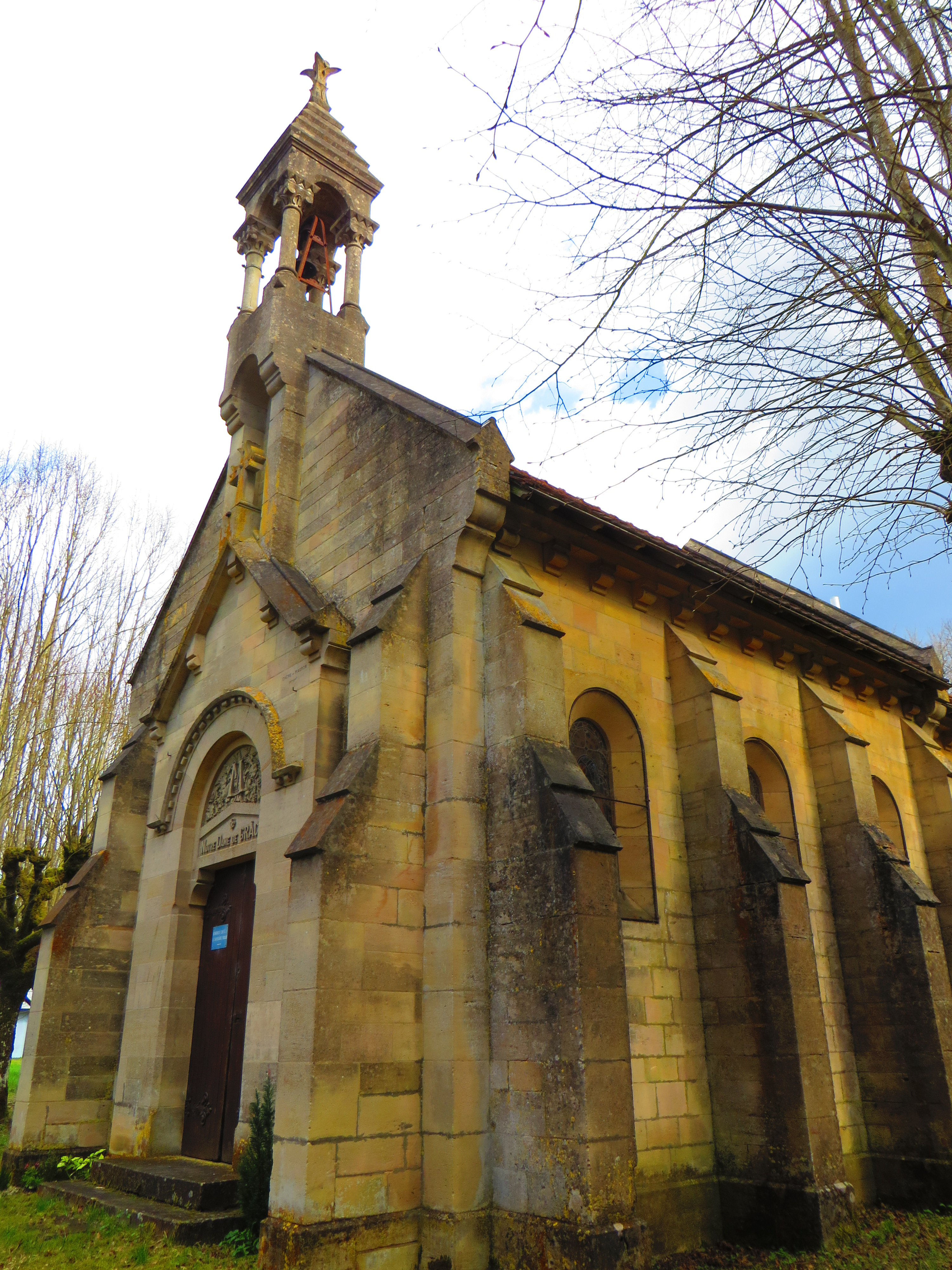
La chapelle Notre-Dame de Grâce.
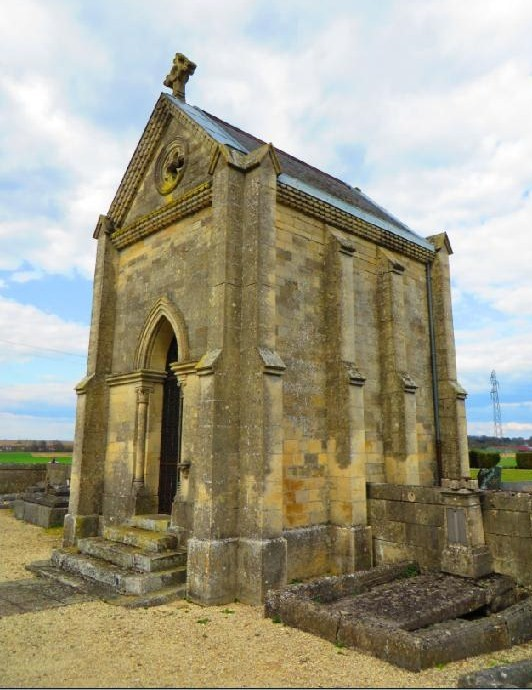
La chapelle du cimetière.

- La nécropole nationale de Revigny-sur-Ornain[74],[75].

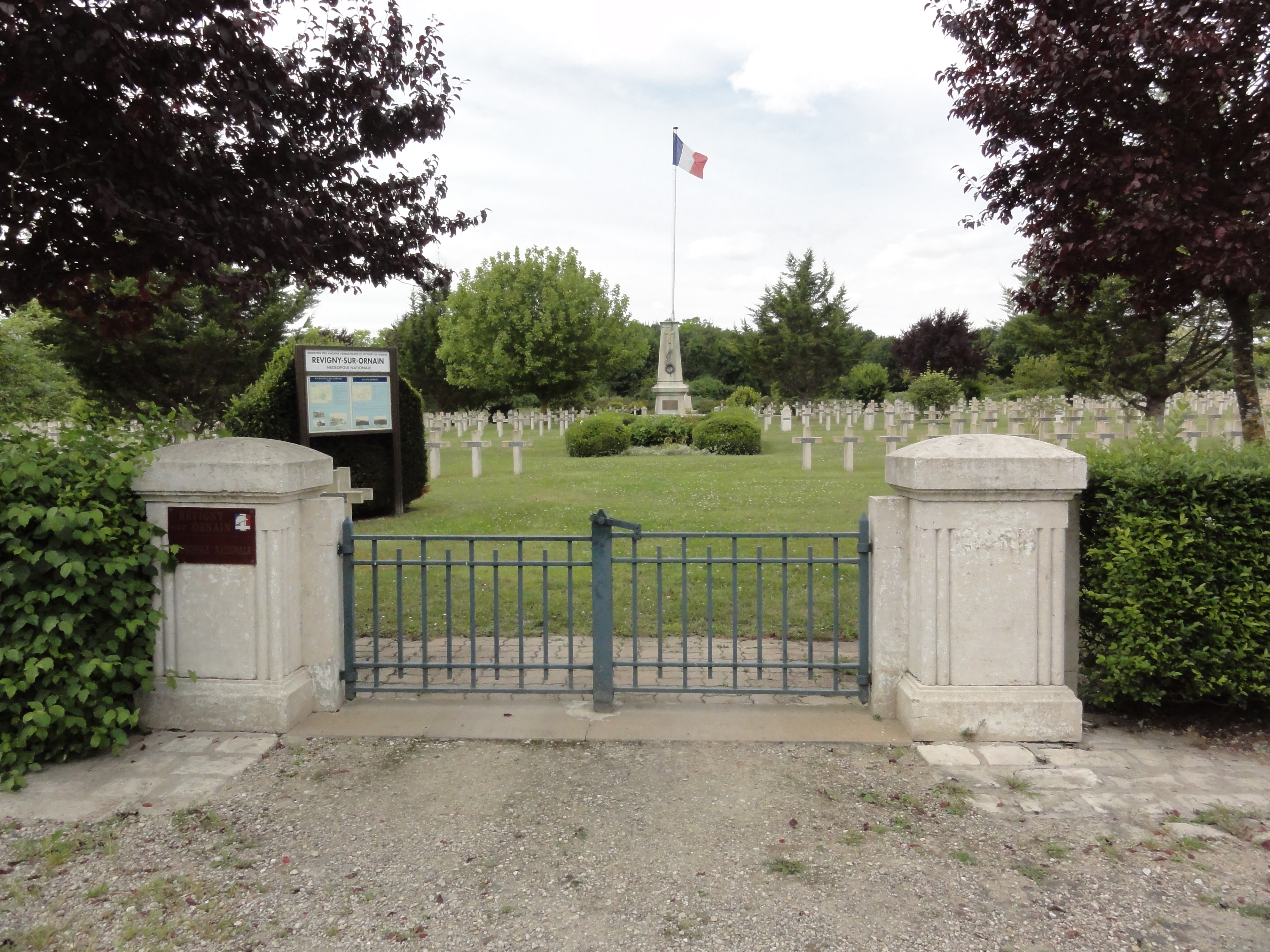
Nécropole nationale, entrée.
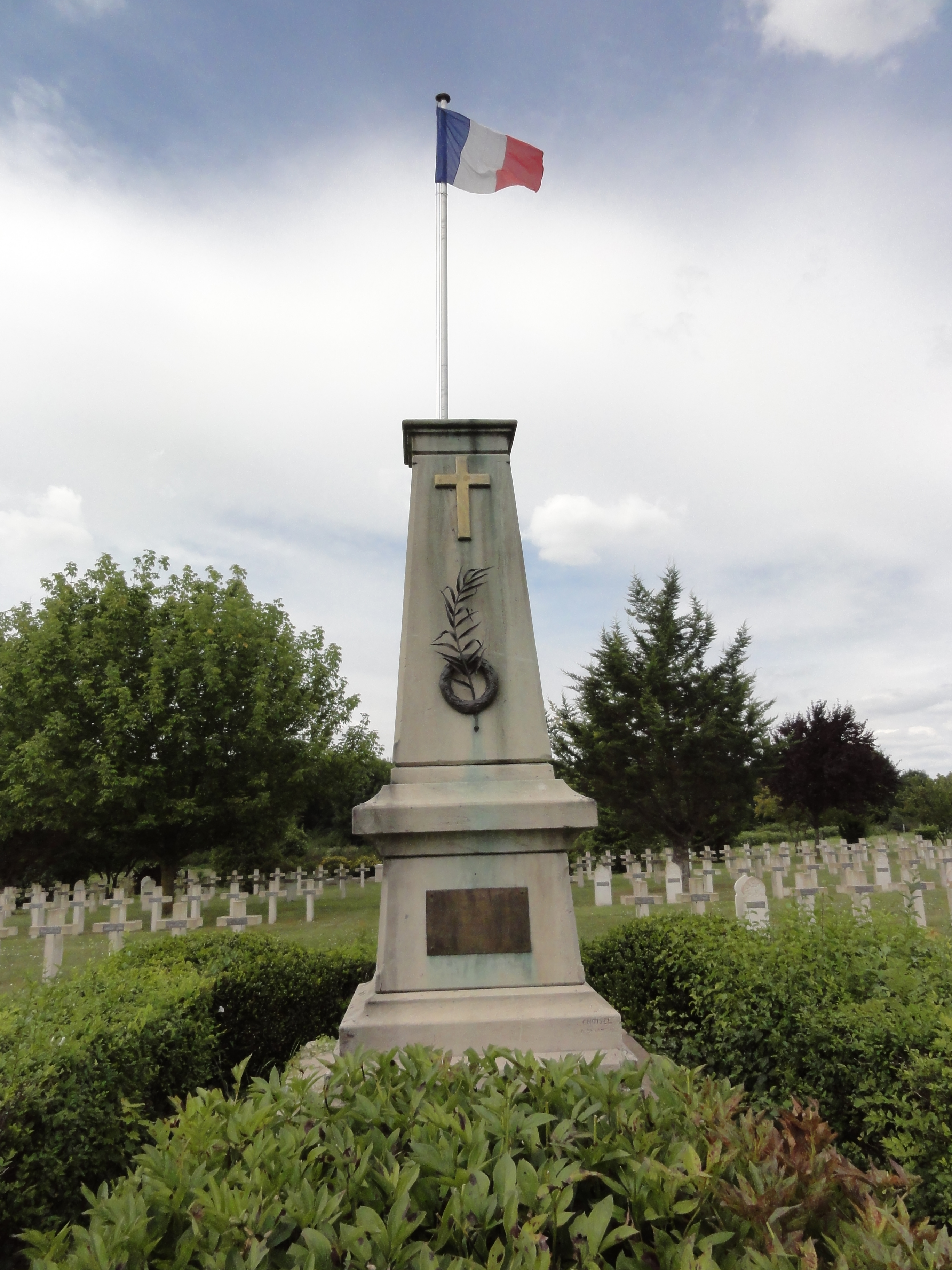
Nécropole nationale, le monument.
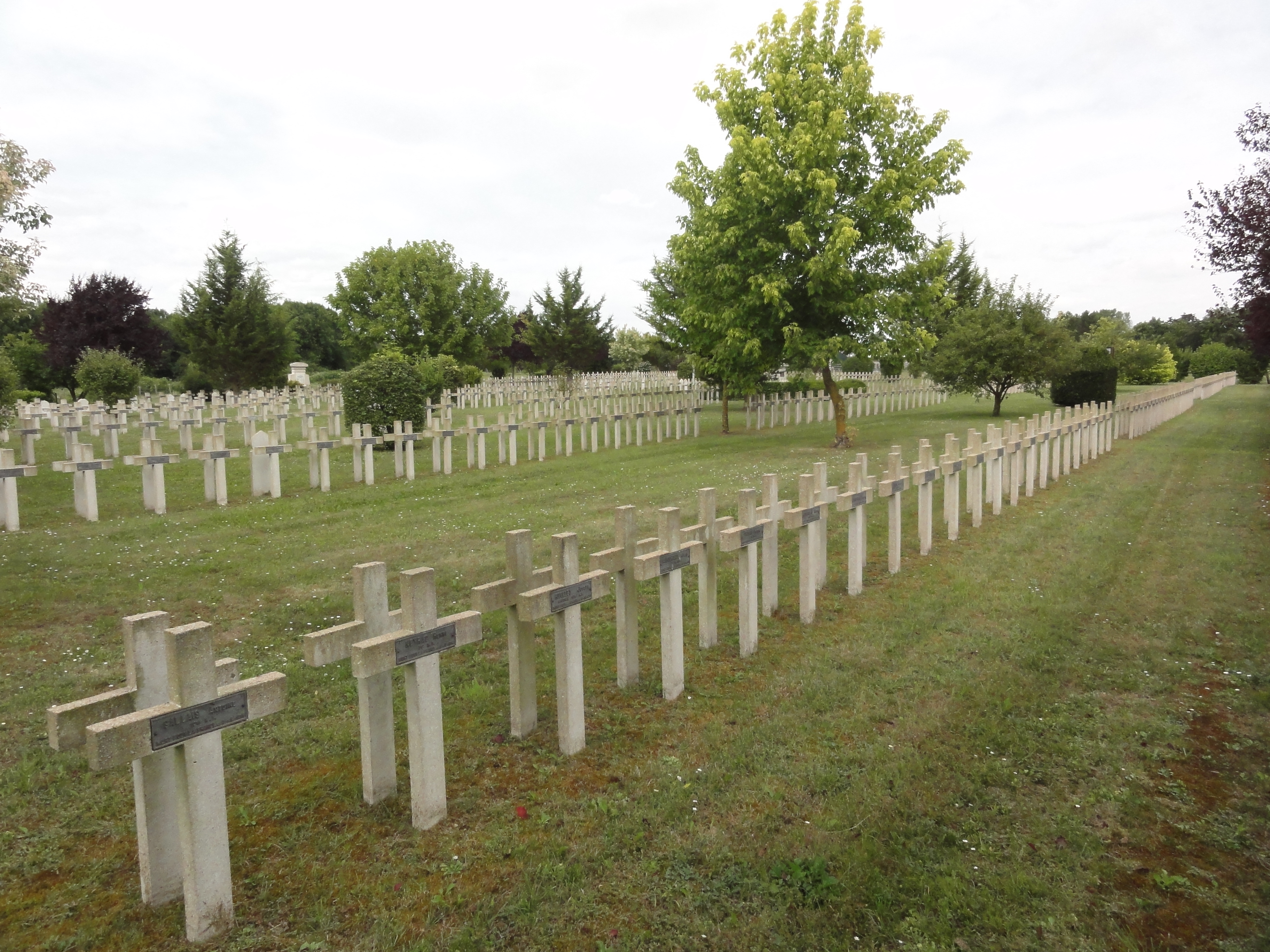
Nécropole nationale, vue d'ensemble.
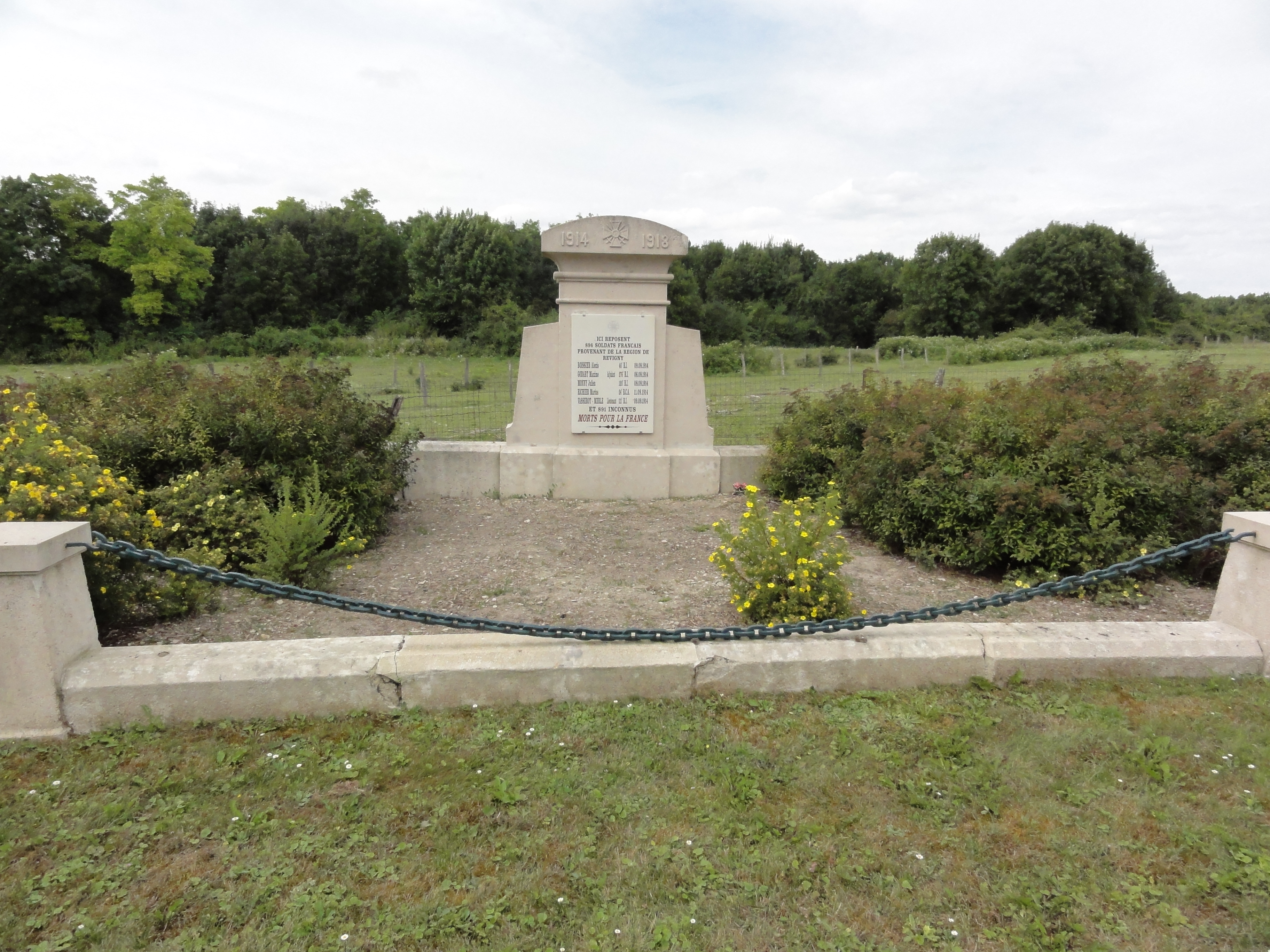
Nécropole nationale, la fosse commune.

- Le monument aux morts sur la place Louis-Chenu,
- La statue d'André Maginot[76],

Autres patrimoines et sites :

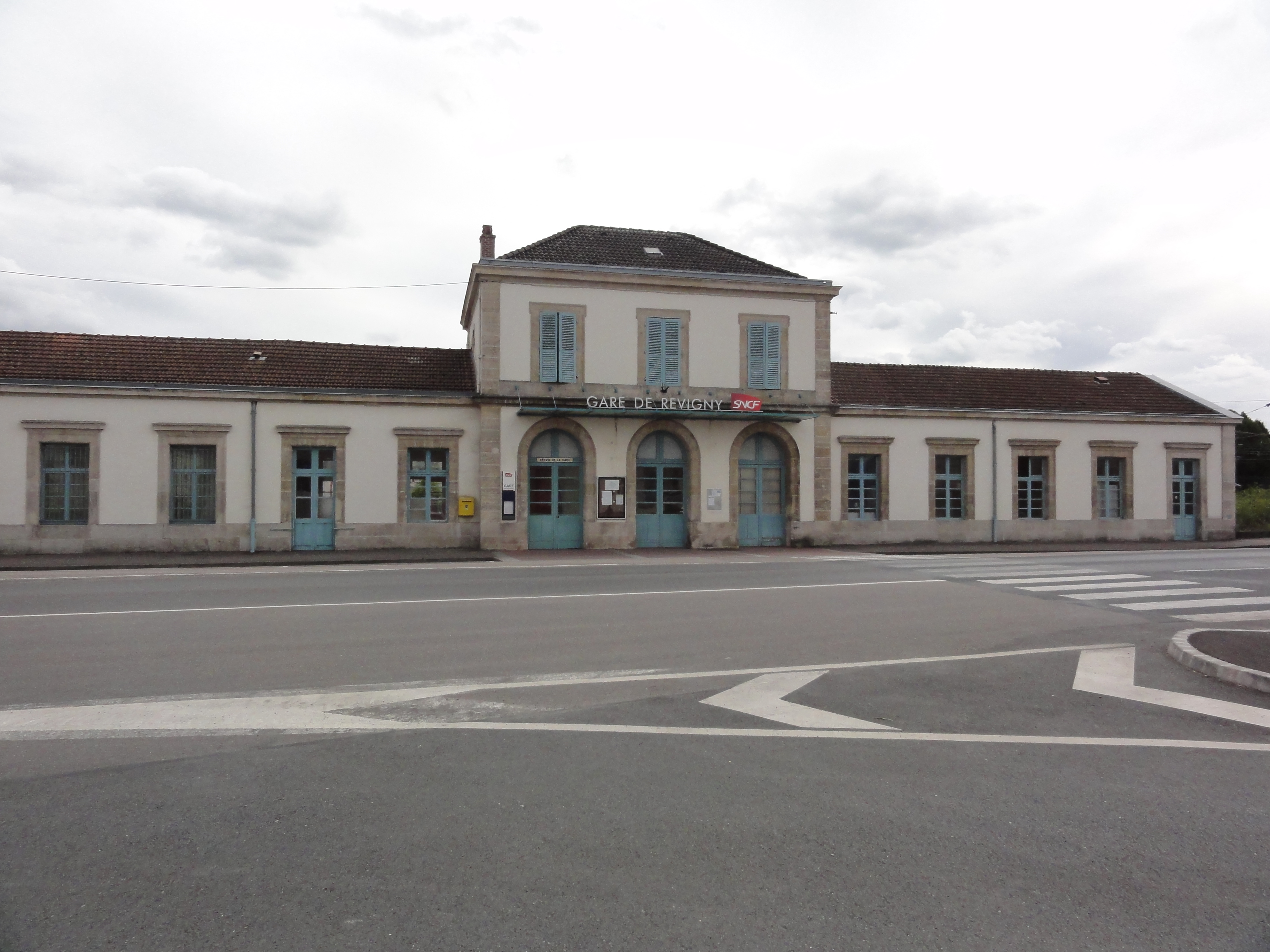
Gare de Revigny.
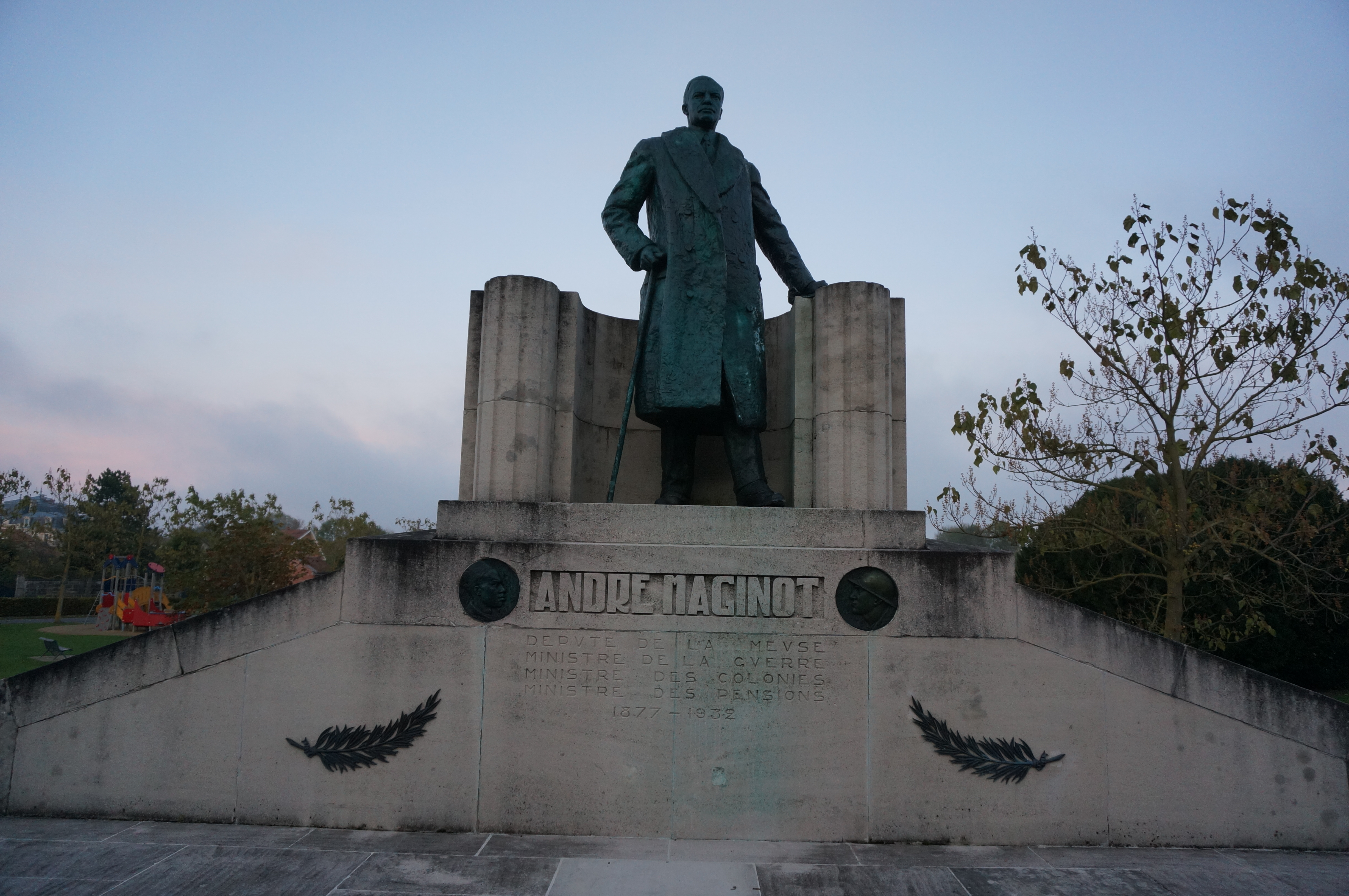
Monument à André Maginot.
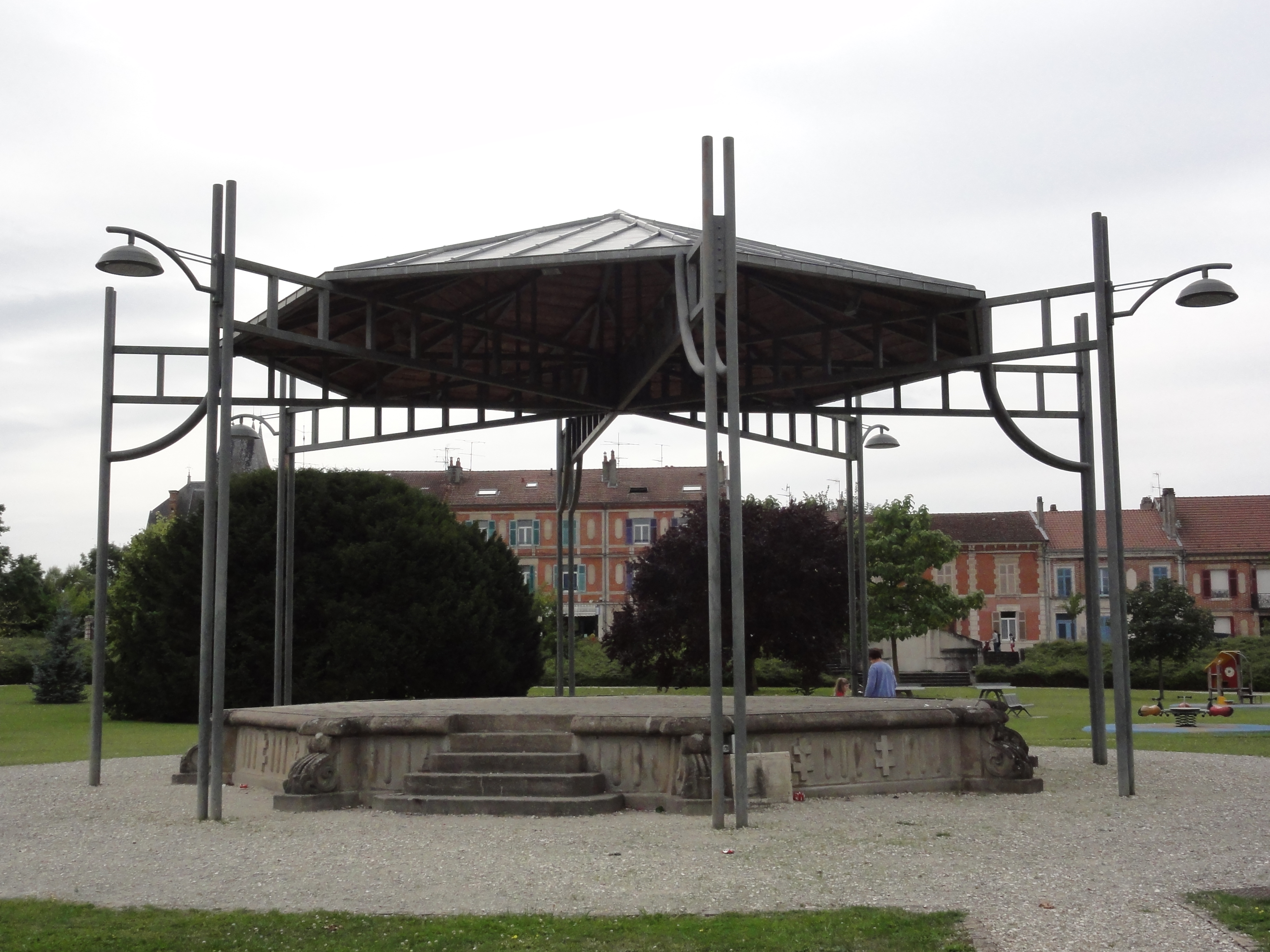
Kiosque à musique.

- La fontaine Notre-Dame-de-Grâce[77],
- Le parc François-Mitterrand (rénové), avec son kiosque à musique.
- L'hôtel de ville,
- Le cadran solaire près de l'église[78],
- La maison D'argent où se trouve la bibliothèque,
- Le quartier Maginot aussi nommé Escadron de Gendarmerie Mobile,
- Un circuit d'auto cross.

### Personnalités liées à la commune
- Jean-Louis-François Fauconnet (1750-1819, général des armées de la République et de l'Empire (nom gravé sous l'Arc de Triomphe).
- Florentin Ficatier (1765-1817), général des armées de la République et de l'Empire (nom gravé sous l'Arc de Triomphe) descendait d'une famille originaire de Revigny.
- Pierre Gaxotte (1895-1982), historien et journaliste français. Né le 19 novembre 1895 à Revigny, élu à l'Académie française au fauteuil de René Grousset le 29 janvier 1953 et reçu par le Général Weygand le 29 octobre 1953. Décédé le 21 novembre 1982 et enterré au cimetière communal. Il a notamment écrit un livre de souvenirs sur Revigny qui a pour titre Mon village et moi[79].
- Gérard Longuet (1946- ), sénateur UMP de la Meuse y possèdait une maison.
- André Maginot (1877-1932) y est originaire et y est inhumé.
- Jacques de Révigny (1230-1296), évêque de Verdun

### Héraldique, logotype et devise
D'azur semé de croisettes recroisetées au pied fiché d'or à deux bars adossés de même.

## Pour approfondir